# Voortrekkers

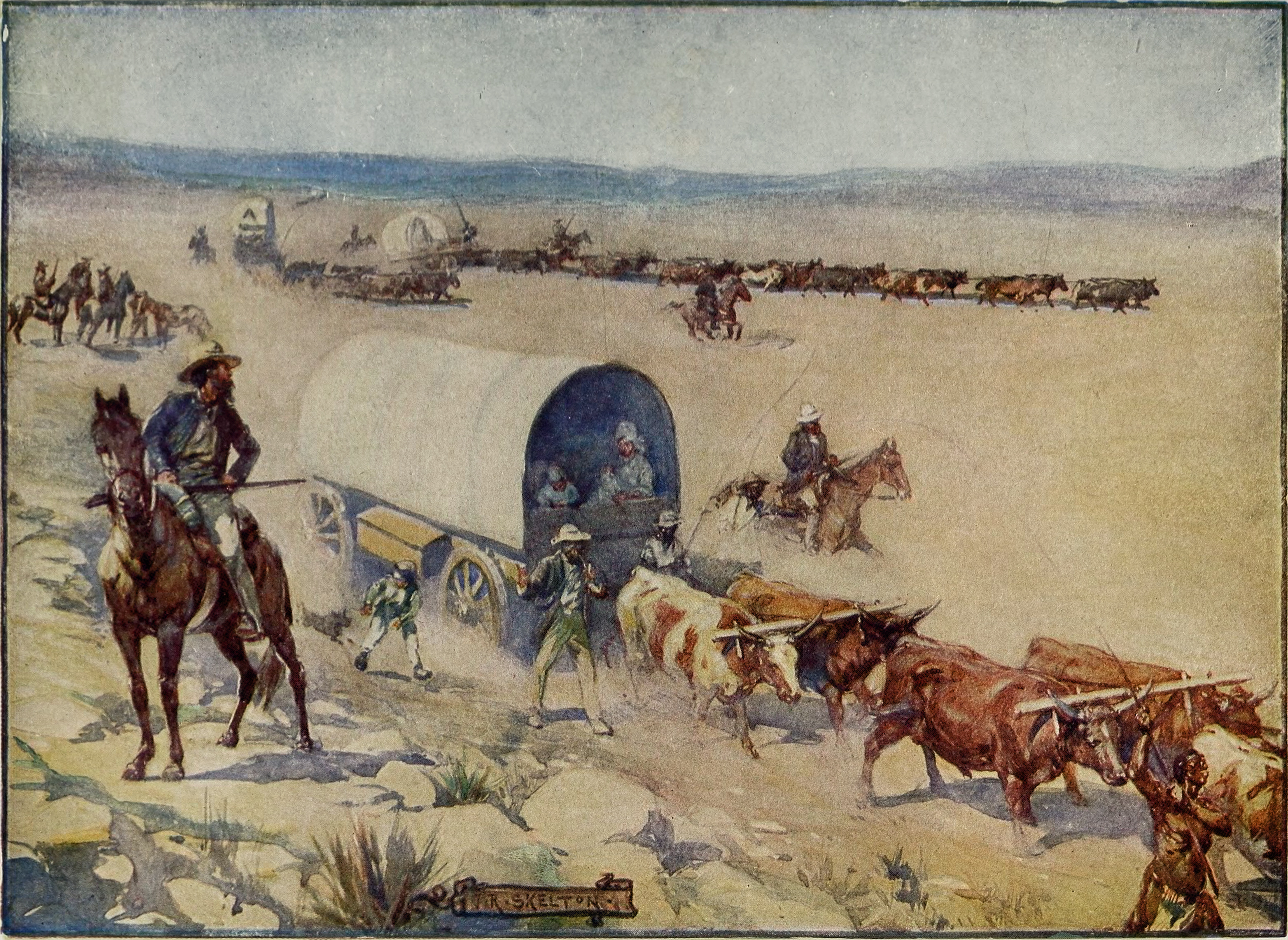
Les Voortrekkers - illustration de J.S. Skelton (1909).

Drapeau voortrekker.

Les Voortrekkers (« Ceux qui vont de l'avant » en néerlandais) sont les populations Boers qui ont participé au Grand Trek (Grande Migration) entre 1835 et 1852 en Afrique du Sud.
Le terme voortrekker est apparu dans les années 1870 pour désigner les communautés boers qui avaient quitté la colonie du Cap au cours des décennies 1830-1840. La migration s'était terminée avec les créations des républiques boers au Transvaal en 1852 et dans l'État libre d'Orange en 1854.

## Une communauté de fermiers boers

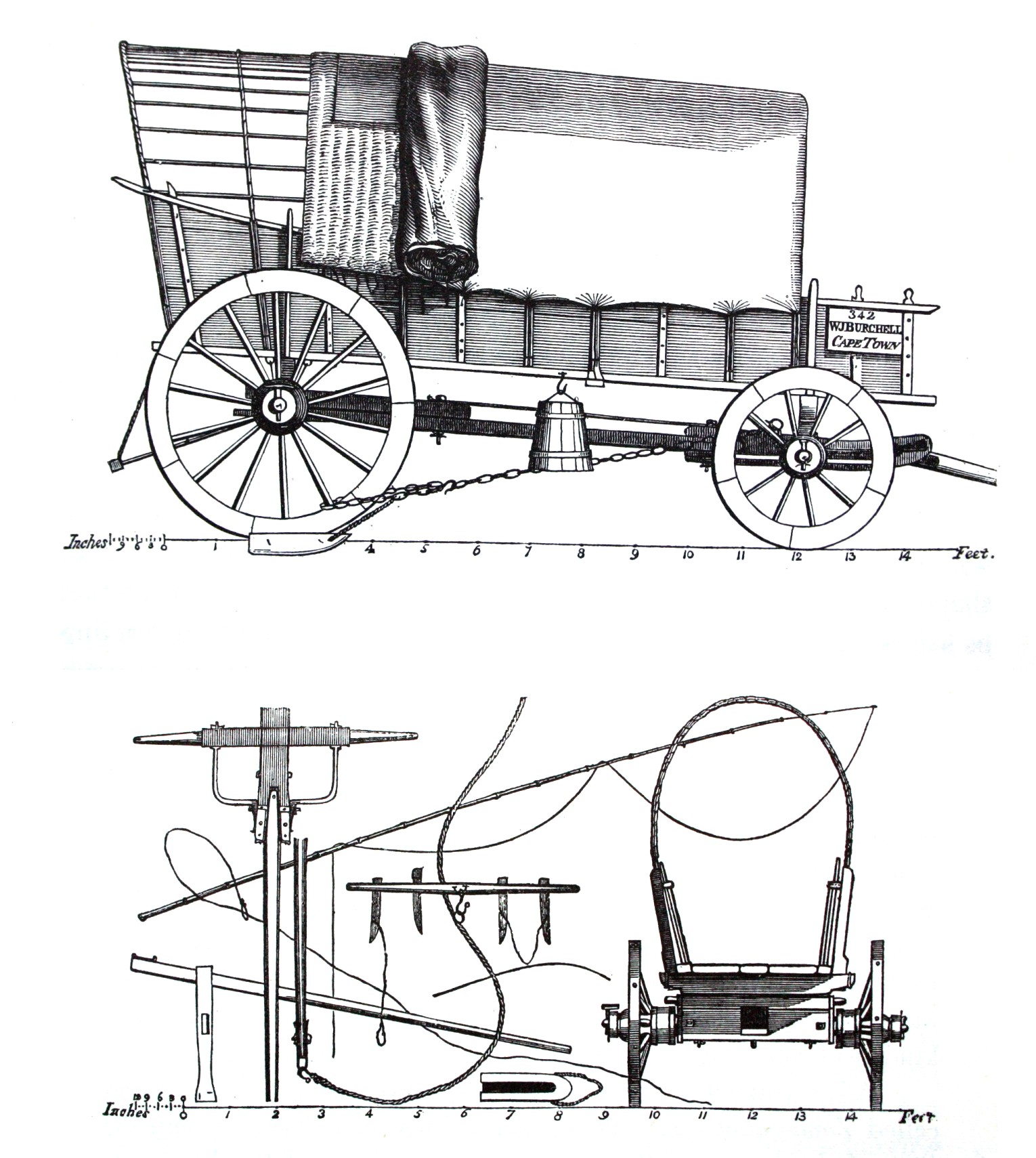
Chariot à bœufs voortrekker.

Les Voortrekkers étaient principalement issus des communautés de fermiers boers, de condition modeste, établis dans la région est de la colonie du Cap voire dans les régions frontalières de la colonie. Les Boers étaient les descendants des pionniers d'origine européenne, essentiellement néerlandais, français et allemands. Ils se déplacent en famille laquelle comprend régulièrement plus d'une dizaine de membres. Travailleurs acharnés et bons chasseurs, ils menaient déjà une vie assez dure et austère avant de s'engager dans le grand Trek.
Pour ce voyage, ils entassent tous leurs biens et leurs denrées alimentaires (farine, riz, café, thé et du sucre, biltong) dans des Chariot à bœufs de 4 m de long environ, de 1 m de large et au plancher situé à 1,7 m de hauteur aux 2 roues arrière plus grandes que les deux roues avant. La Bible et les livres de cantiques, les vêtements, la vaisselle et les ustensiles de cuisine sont emballés dans les bancs (wakis en afrikaans) situés à l'avant et à l'arrière du chariot sous lequel sont fixés les outils tels que le sabot de frein, le cric et la fosse à goudron. Enfin, ces chariots sont tirés par équipages de 12 à 16 chevaux du Cap ou plus souvent par des bœufs, plus résistants. Si la plupart de ces familles voortrekkers disposent d'un ou 2 chariot, les plus aisés en possèdent jusqu'à huit.

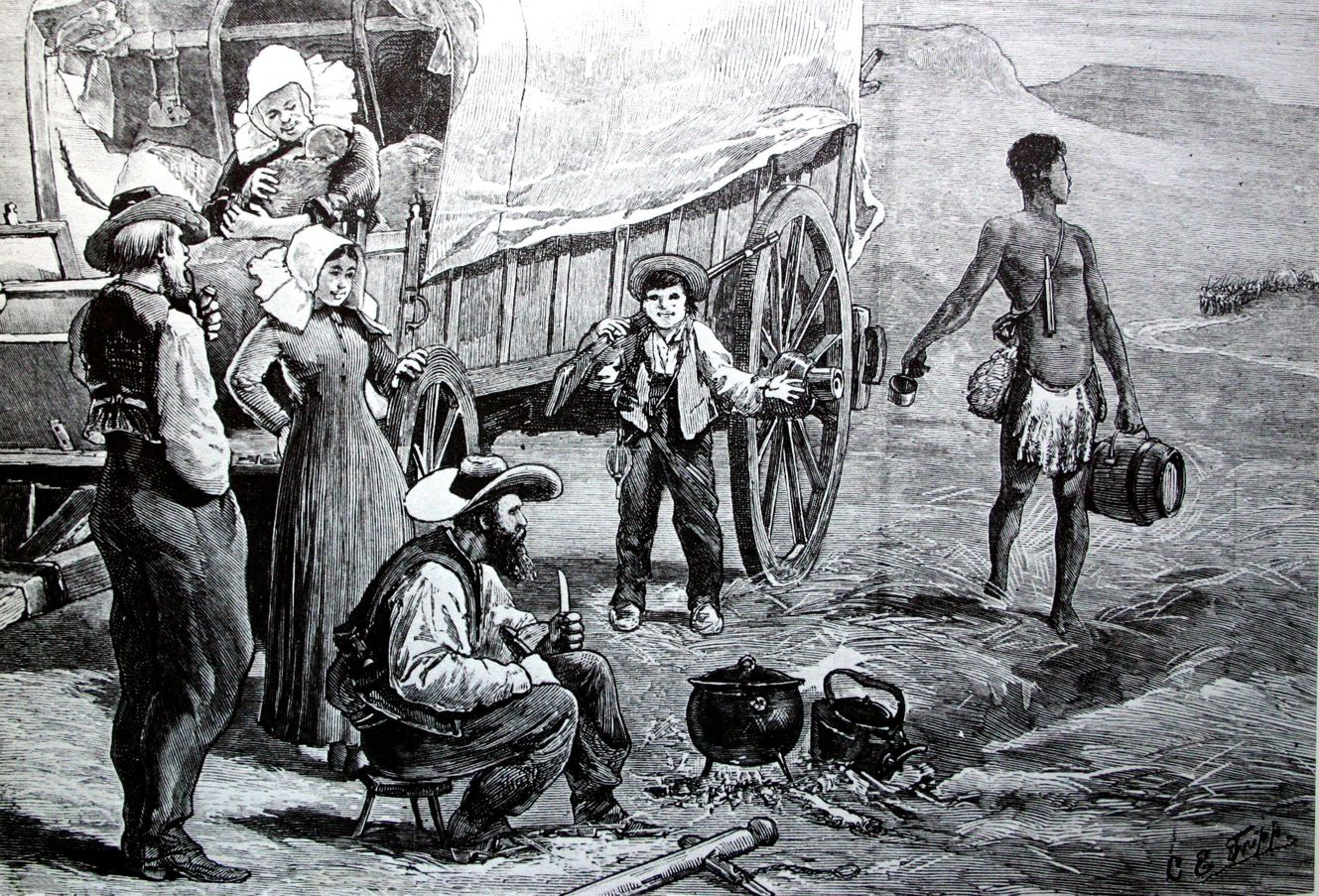
Une famille de Voortrekkers durant le Grand Trek - gravure de Charles Edwin Fripp.

Les hommes voortrekkers portent généralement des vestes en velours, des gilets de la même matière, une corne à poudre constamment accroché à son épaule et des chapeaux de feutre ou de paille. Ils disposent de lourds fusils "Sanna" chargés par l'avant du canon ce qui permet aux tireurs expérimentés de pouvoir tirer trois coups par minute.
La religion est au centre de la vie des Voortrekkers qui se considèrent totalement dépendants de Dieu. Peu, voire aucun pasteur de l'église réformée hollandaise du Cap n'accepte cependant de les accompagner dans leur périple.
L'enseignement et l'éducation des enfants est généralement effectué uniquement par les parents. C'est principalement une éducation religieuse qu'ils reçoivent et c'est par la Bible qu'ils apprennent éventuellement à lire. Le père enseigne notamment à ses fils toutes sortes de compétences artisanales comme la fabrication de meubles, la réparation de chariots et la chasse.

## Historique

### Origines

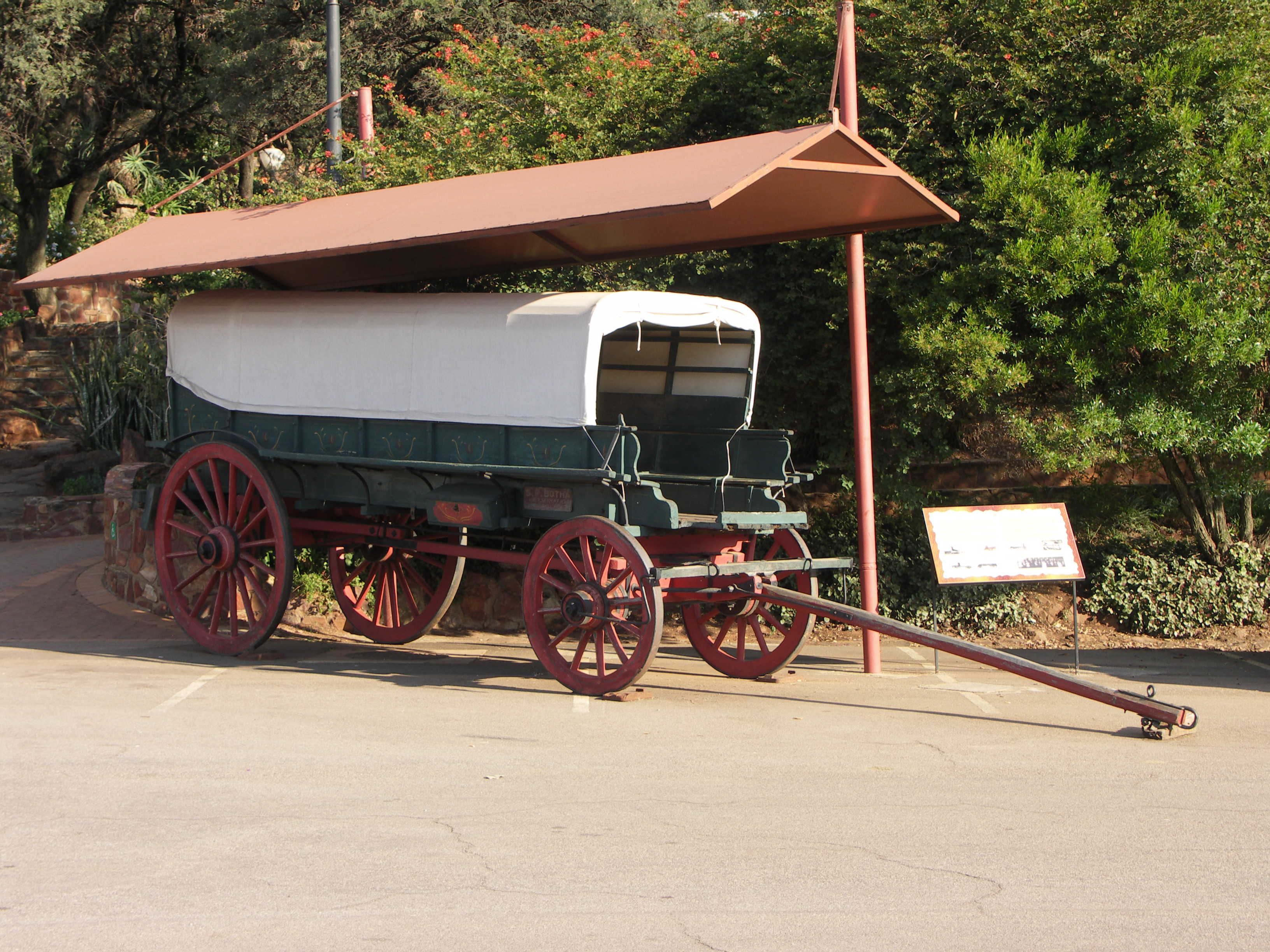
Chariot à bœufs voortrekker exposé au Voortrekker Monument de Pretoria.

Le Grand Trek des voortrekkers intervient 183 ans après l'installation des premiers Européens au cap de Bonne Espérance où, en 1652, la Compagnie néerlandaise des Indes orientales (VOC) avait fondé une station de ravitaillement.
Le Cap était devenu progressivement le foyer d'une importante population européenne d'origines diverses composée d'anciens employés de la VOC ou de citoyens libres (free burghers ou vrijburgers) devenus des commerçants, des agriculteurs et des fermiers rejoints par des huguenots en 1688,,.
À la fin des années 1790, à la suite de la décision de la République batave d'ouvrir le Cap aux navires de guerre français, la Grande-Bretagne intervient, prend le contrôle de la colonie et finit par l'annexer (traité de Paris en 1815). La colonie du Cap, d'une superficie de 100 000 km2, est alors peuplée d'environ 26 720 personnes d'origine européenne,,, de 30 000 esclaves bantouphones ou d'origine asiatique ainsi que de 17 000 Khoisans.
Les relations entre les nouveaux administrateurs britanniques et les Boers (vocable utilisé pour désigner les populations rurales d'origines néerlandaises, allemandes et françaises parlant l'afrikaans) sont aigres dès le début.

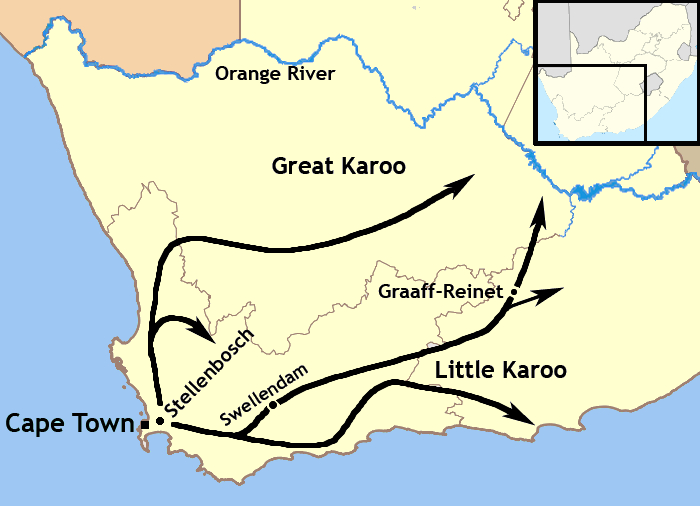
Itinéraire des Trekboers.

Les raisons qui allaient mener à la migration massive de Boers hors de la juridiction de la colonie du Cap ont été beaucoup discutées au cours des années. L'historiographie afrikaner a longtemps souligné les souffrances endurées par les agriculteurs de la frontière qu'ils rendaient imputables à la politique britannique de pacification avec les tribus Xhosas. D'autres historiens ont souligné également l'âpreté de la vie dans la région du Cap-Oriental, alors en pleine période de sécheresse dans les années 1830 tandis que des voyageurs nomades (les Trekboers notamment) rapportaient aux fermiers avoir traversé des terres extrêmement fertiles au-delà des chaines du Drakensberg dans la région du Natal mais aussi dans les territoires vastes et peu peuplés situés au-delà des fleuves Vaal et Orange. D'une manière générale, les raisons de cet exode de ceux qu'on appellerait plus tard voortrekkers apparaissent comme étant complexes. Il n'en ressort pas moins que les causes les plus directes furent l'insatisfaction générale de la vie des fermiers boers sous la domination britannique, insatisfaction exacerbée par le fait que l'Église anglicane soit devenue l'Église officielle de la colonie, que l'anglais soit la seule langue légale tout comme le droit anglais qui remplaçait le droit néerlandais alors que la plupart des Boers ne parlent pas anglais.
L'abolition de l'esclavage (accompagnée du peu d'indemnisation offerte en contrepartie aux propriétaires) et l'égalité des droits accordés aux populations hottentotes furent les ultimes réformes qui allaient amener de nombreux Boers à tenter le Grand Trek, c’est-à-dire une émigration vers l'intérieur des terres d'Afrique du Sud, hors du contrôle de l'administration britannique.

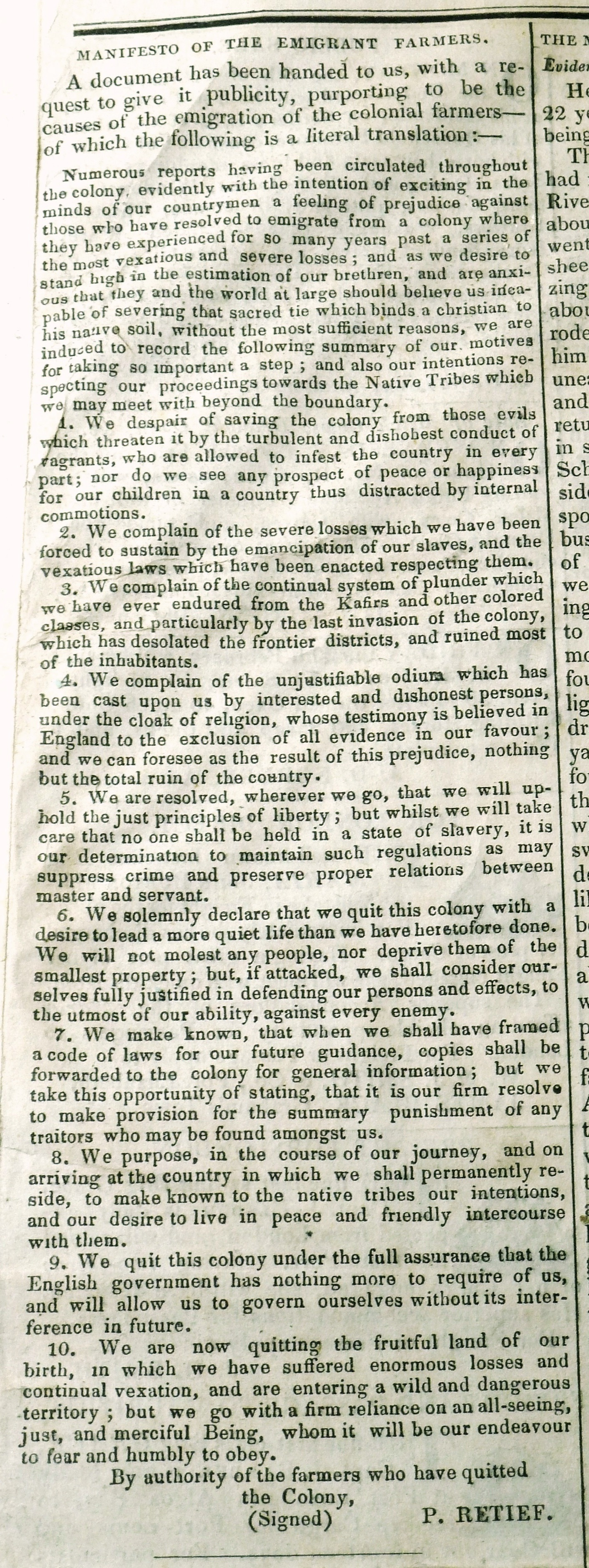
Le manifeste de Piet Retief.

Vivant depuis plusieurs années voire quelques générations à plusieurs centaines de kilomètres de la métropole coloniale, Le Cap, de nombreux Boers appelés à devenir des Voortrekkers avaient déjà adopté un type de vie semi-nomade et un voyage vers l'inconnu ne leur était pas impensable. La plupart ne possédaient pas de fermes ni d'esclaves et pratiquaient un mode de vie pastoral semi-nomade. Dans les provinces de l'Est de la colonie, où les esclaves sont moins nombreux que les populations boers, les habitants craignent surtout les attaques, les vols, les pillages organisés par des indigènes venus de l'autre côté d'une frontière qui est encore très imprécise. Ils craignent surtout la disparition soudaine d'une main-d’œuvre souvent indispensable et la multiplication des vagabonds et donc de l'insécurité pour les personnes et les biens. Ils estiment ainsi que les autorités du Cap ne prennent pas en compte leurs préoccupations, surtout quand celles-ci abolissent les lois restreignant la circulation des non-blancs, accordent aux Hottentots les mêmes droits qu'aux Blancs et décident de renoncer aux territoires de la province de la Reine Adélaïde, conquis de haute lutte par l'armée et les Kommandos boers.
Révulsés par le comportement des autorités britanniques et par l'abolition de l'esclavage, vécue surtout comme une humiliation et non comme une spoliation car beaucoup d'entre eux n'étaient pas opposés systématiquement à une émancipation qu'ils voulaient plus progressive, des milliers de Boers s'organisent pour migrer hors de la colonie, vers des zones non cartographiées de l'Afrique du Sud explorées au mieux par quelques Trekbboers, partis en reconnaissance vers le Natal.
La revendication boer d'émancipation est concrétisée par un manifeste rédigé le 22 janvier 1837 par le Boer Piet Retief et publié le 2 février 1837 dans The Grahamstown Journal. Dans ce manifeste, il y exprime les raisons qui le poussent à vouloir fonder, hors de la colonie du Cap, une communauté libre et indépendante. Énonçant ses griefs contre l'autorité britannique, incapable selon lui de fournir la moindre protection aux fermiers et injuste pour avoir émancipé les esclaves sans indemnisations équitables, il évoque une terre promise qui serait destinée à la prospérité, à la paix et au bonheur des enfants Boers. Une terre où les Boers seraient enfin libres, où leur gouvernement déciderait de ses propres lois. Il y souligne également que personne ne serait maintenu en esclavage dans ces territoires mais que seraient maintenues les lois destinées à réprimer tout forfait et à préserver des relations convenables entre « maîtres et serviteurs » basées sur les obligations dues par un employé à son employeur. Les nombreux Africains qui allaient accompagner les Boers dans leur exode vers le Nord allaient d'ailleurs le faire, dans leur grande majorité, de leur plein gré, la plupart étant d'ailleurs souvent nés sur les fermes des Boers et ayant toute leur vie vécu à leurs côtés ou à leur service. Moins d'un mois plus tard, c'est à bord de deux chariots à bœufs que Retief et sa famille quittent le district de Winterberg pour rejoindre un convoi de trente chariots, essentiellement des chariots à bœufs, et 300 compatriotes en route vers le fleuve Orange.

### Les premiers voortrekkers
| Voortrekkers du Grand Trek (période 1835-1840) | Voortrekkers du Grand Trek (période 1835-1840) | Voortrekkers du Grand Trek (période 1835-1840) | Voortrekkers du Grand Trek (période 1835-1840)                                          | Voortrekkers du Grand Trek (période 1835-1840) |
| ---------------------------------------------- | ---------------------------------------------- | ---------------------------------------------- | --------------------------------------------------------------------------------------- | ---------------------------------------------- |
| Principaux Chefs                               | Date du depart                                 | Lieu d'origine                                 | Nombre de Voortrekkers (enfants compris)                                                |                                                |
| Louis Tregardt                                 | 1835                                           |                                                | Neuf familles dont celle de Louis Tregardt                                              |                                                |
| Hans van Rensburg                              | 1835                                           |                                                | 49 (après la scission avec Tregardt)                                                    |                                                |
| Hendrik Potgieter                              | Fin 1835-début 1836                            |                                                | Environ deux cents personnes dont Sarel Cilliers et le jeune Paul Kruger et sa famille. |                                                |
| Gerrit Maritz                                  | Septembre 1836                                 | Graaff-Reinet                                  | Plus de 700 personnes                                                                   |                                                |
| Piet Retief                                    | Février 1837                                   | Albany                                         | Une centaine de personnes                                                               |                                                |
| Piet Uys                                       | Avril 1837                                     | Uitenhage                                      | Plus d'une centaine de membres de la famille Uys                                        |                                                |
| Andries Pretorius                              | Octobre 1837                                   | Graaff-Reinet                                  |                                                                                         |                                                |

De 1835 à la fin des années 1840, près de 15 000 Boers quittent la colonie du Cap soit un dixième de la population afrikaner. En 5 ans, de 1835 à 1840, à l'apogée du grand Trek, ce sont 6 000 Boers qui s'aventurent hors de la colonie du Cap (soit 20% de la population totale de la colonie). Globalement, ces voortrekkers ne sont qu'une minorité de Boers et sont les moins aisés, les moins urbanisés,.
Les premiers groupes organisés de Voortrekkers quittent les régions et villes du Cap, de Graaff-Reinet, de George et de Grahamstown à partir de 1835.

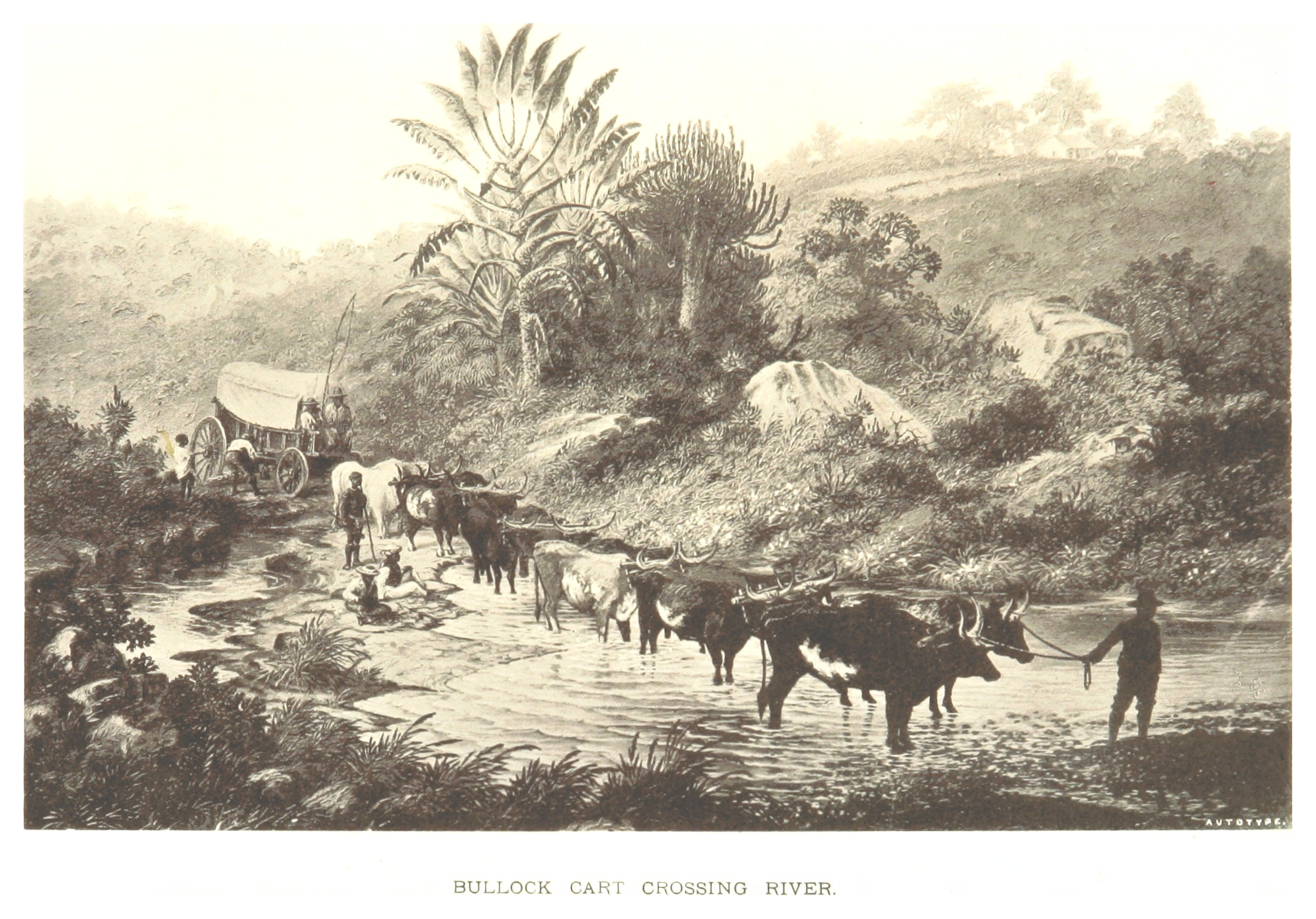
Équipage et Chars à boeufs traversant une rivière.

Les deux premiers groupes de Voortrekkers à partir sont dirigés par Louis Tregardt et Hans van Rensburg. Ils font route commune à partir de juillet 1835 et traversent le Vaal en janvier 1836. Un autre groupe dirigé par Hendrik Potgieter quitte la région de Tarka à la fin de 1835 ou au début de 1836. Celui dirigé par Gerrit Maritz quitte Graaff-Reinet en septembre 1836. Piet Retief, après avoir publié son manifeste, entame son trek en février 1837. Suivent ensuite Piet Uys en avril 1837 puis plus tard, en octobre 1837, Andries Pretorius.
Partis à bord de leurs chars à bœufs vers des territoires inconnus, leur objectif est d'y créer une république indépendante pour y vivre libres. Les territoires qu'ils traversent ou atteignent ne sont cependant pas toujours vide d'habitants, même si dans les années 1820 les armées de Shaka, roi des Zoulous, avaient décimé ou poussé à l'exode vers le nord plusieurs dizaines de milliers de tribus. La plupart de ces voortrekkers vont se heurter aux Ndébélés (bataille de Vegkop en 1836) et surtout aux Zoulous alors que d'autres comme Louis Tregardt, partis très au nord du pays, succombent à la malaria ou se font massacrer comme ceux du convoi mené par Hans van Rensburg,.

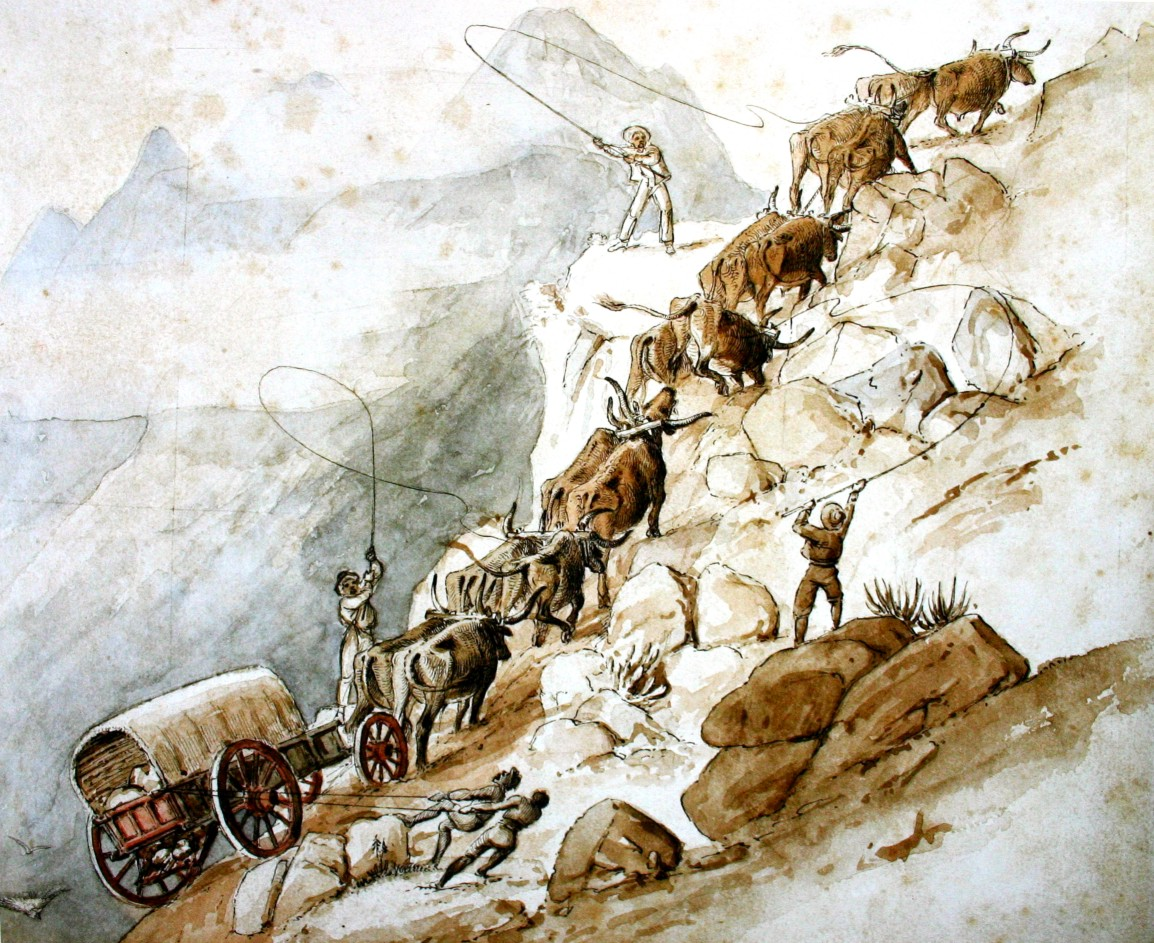
« Le passage des monts Outeniqua en chars à bœufs » (1840) - Peinture de Charles Collier Michell (1793-1851).

Le groupe de voortrekkers dirigé par Hendrik Potgieter, comprenant Sarel Cilliers et Paul Kruger, alors âgé de 10 ans, s'installe dans la région appelée le Trans-Orange (territoires situés au delà du fleuve Orange), dans le voisinage de Thaba Nchu, non sans avoir préalablement conclu des accords de paix avec les dirigeants tribaux locaux. Ils sont rejoints par le groupe de Gerrit Maritz et forment le premier gouvernement voortrekker, composé de 7 membres et présidé par Maritz. Cependant des conflits éclatent avec quelques tribus africanes. Le 20 octobre 1836, Potgieter et 35 de ses voortrekkers, retranchés en laager, repoussent au prix de deux tués un assaut de  près de 5 000 guerriers Ndébélés à la bataille de Vegkop puis, à partir de janvier 1837, ripostent par des raids punitifs, avec l'aide d'alliés Barolongs et du groupe de Gert Maritz, repoussant vers le nord, le chef Mzilikazi et ses partisans qui trouvent refuge au delà du fleuve Limpopo. Néanmoins, des désaccords entre Maritz et Potgieter aboutissent à de fortes mésententes au sein du groupe de voortrekkers. En avril 1837, le groupe mené par Piet Retief atteint à son tour Thaba Nchu où les voortrekkers déjà installés espèrent qu'il ramènera l'unité et donnera une direction stable au Grand Trek. Lors d'une assemblée populaire (avril 1837), il est élu chef de la "Province libre de la nouvelle Hollande en Afrique du sud-est" tandis que Maritz est élu chef du pouvoir judiciaire. Potgieter n'obtient aucun poste au sein du gouvernement.
À l'hiver 1837, la majorité des voortrekkers de Trans-Orange, à l'instar de Retief, Maritz et Piet Uys (qui a rejoint également Thaba Nchu avec son groupe) s'expriment pour poursuivre leur route vers le Natal.

### Massacre à uMgungundlovu

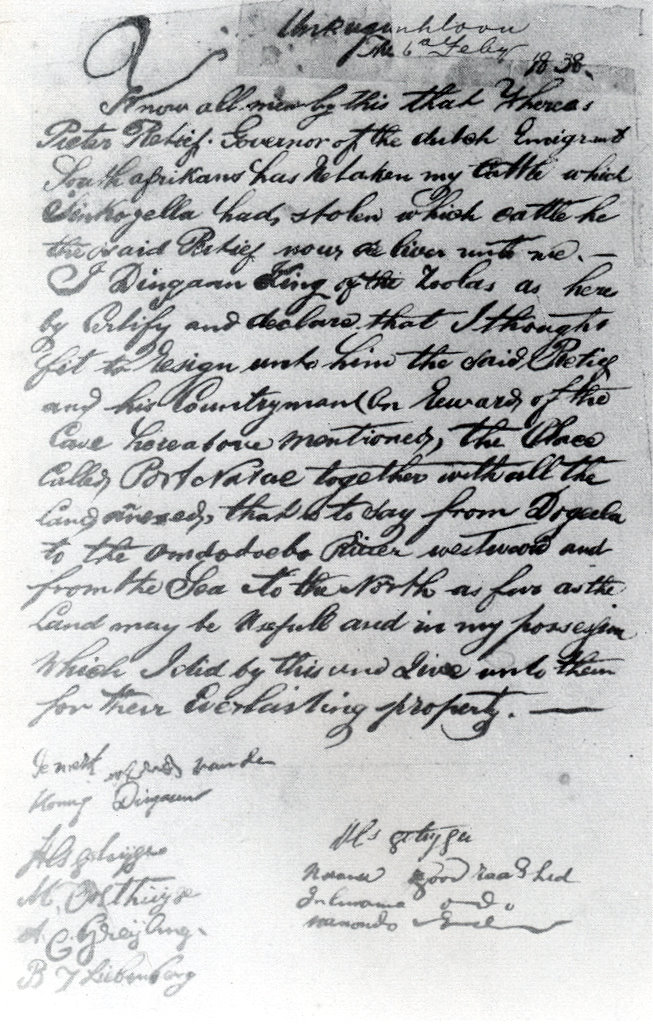
Copie du traité du 4 février 1838 signé par Retief et Dingane.

Le 5 octobre 1837, après avoir franchi le montagnes du Drakensberg, Piet Retief se lance dans l'exploration de la région de Port Natal. Il prend contact avec le roi Zoulou Dingane kaSenzangakhona en novembre 1837, lui disant son intention de vivre en paix avec le peuple zoulou et lui propose de négocier un traité foncier permettant l'installation des voortrekkers dans la région de la rivière Tugela. Retief évoque imprudemment à cette occasion les faits d'armes des Voortrekkers, notamment leur victoire lors de la bataille de Vegkop contre le roi Mzilikazi ce qui provoque la méfiance du roi zoulou. Celui-ci fait mine d'accepter le principe du traité bien qu'un contrat écrit, garantissant la propriété privée, n'a aucune valeur dans la culture orale zoulou qui prescrit qu'un chef ne peut que temporairement distribuer des terres car elles appartiennent à la communauté . Par ailleurs, l'autorité du roi ne s'étend que sur une partie des terres que Retief convoite pour les siens. Comme condition préalable à l'acceptation de la demande des Voortrekkers, Dingane exige que ceux-ci rapportent du bétail volé par Sekonyela, un chef rival. Il s'agit en fait d'un test permettant de jauger la dangerosité des Boers pour les Zoulous.
Lui ayant ramené le bétail volé, Retief obtient l'autorisation du Roi de s'installer au Natal avec ses voortrekkers. En dépit des avertissements de certains colons déjà présents à Port Natal et de chefs tribaux, Retief s'installe dans la région de Tugela le 28 janvier 1838 pensant qu'il pourrait négocier avec Dingane des frontières permanentes de la colonie du Natal.

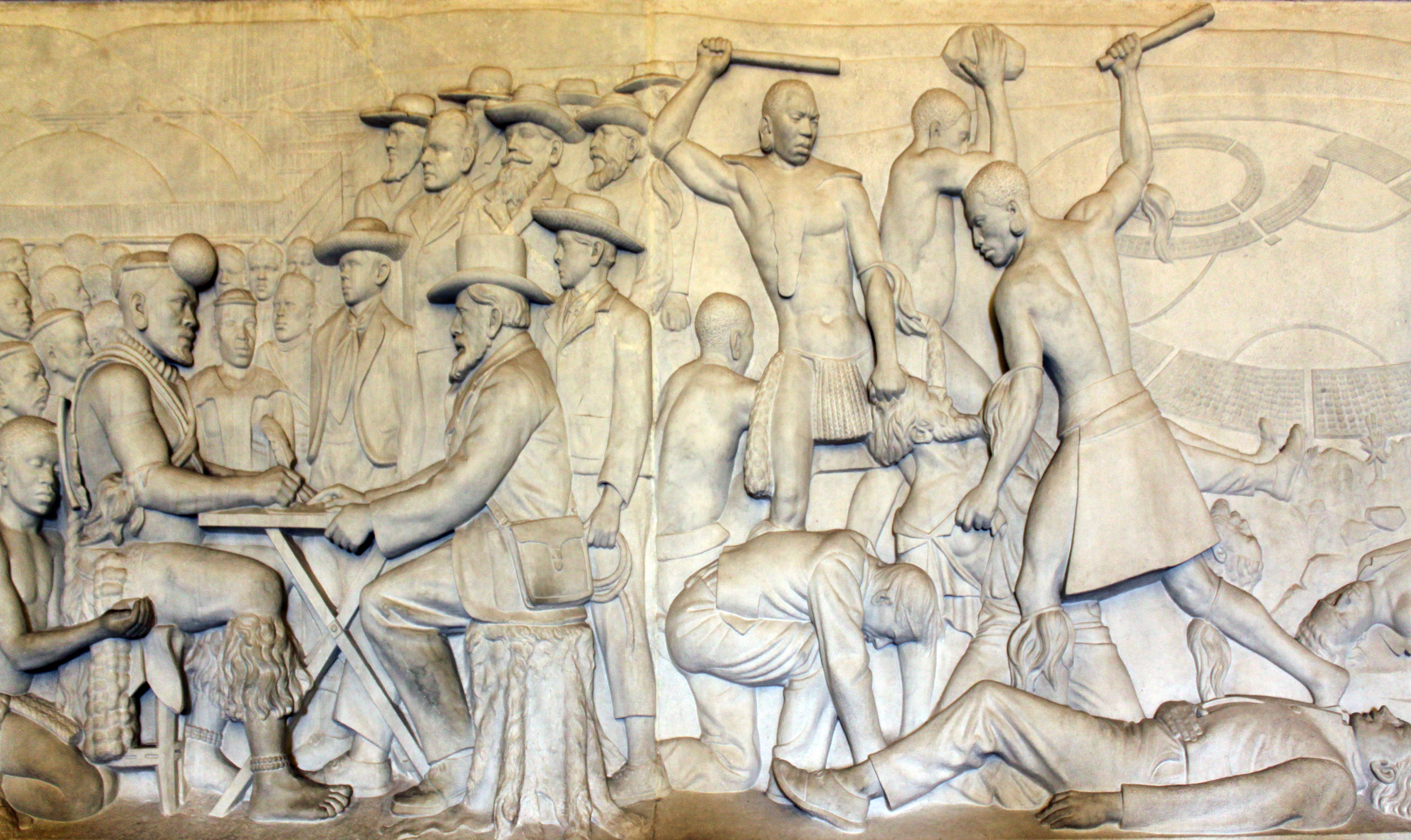
Frise du Voortrekker Monument représentant la signature du traité entre Piet Retief et le roi Dingane puis le massacre de Retief et de ses 70 compagnons sur ordre de Dingane.

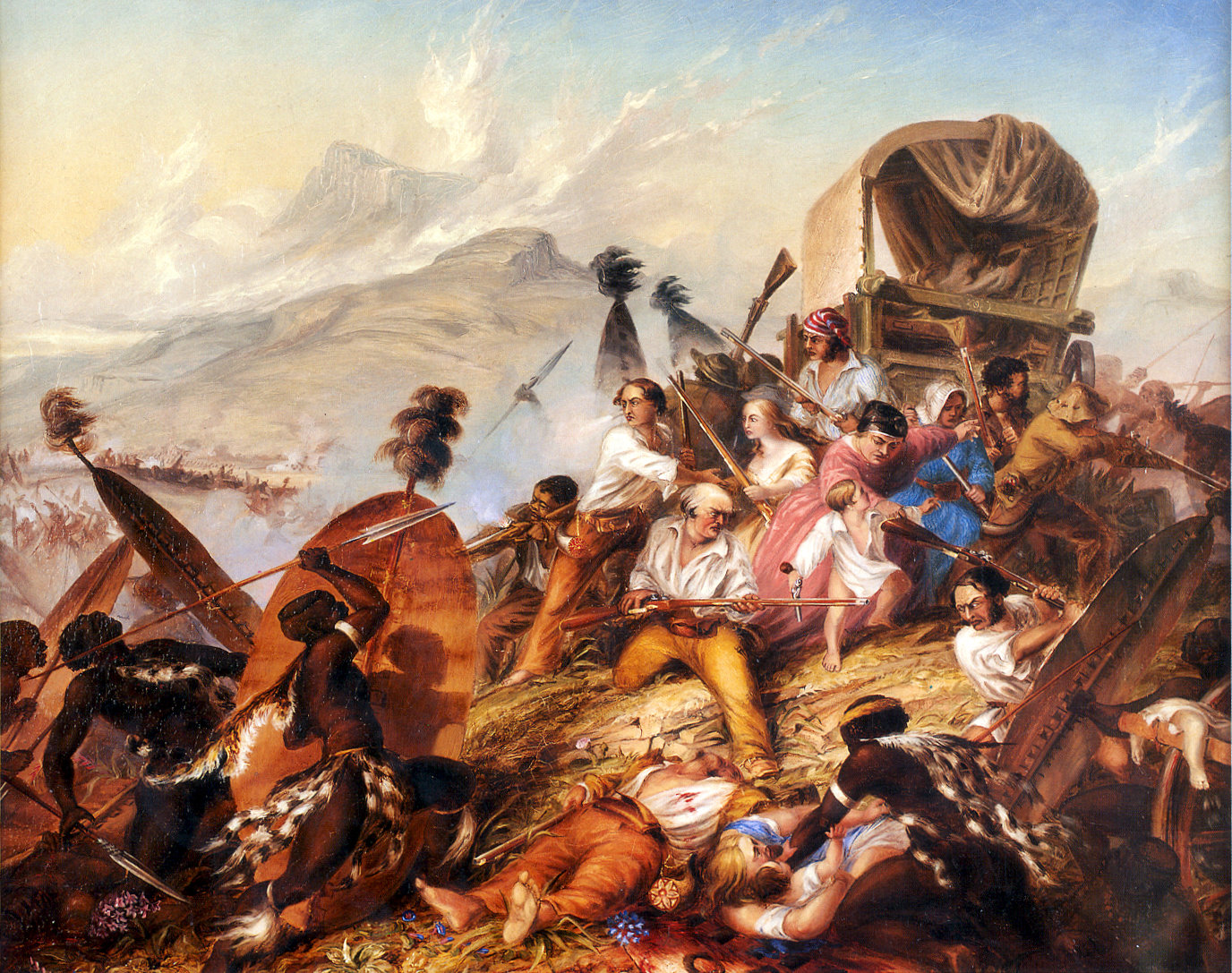
Massacre de Weenen - illustration par Charles Bell.

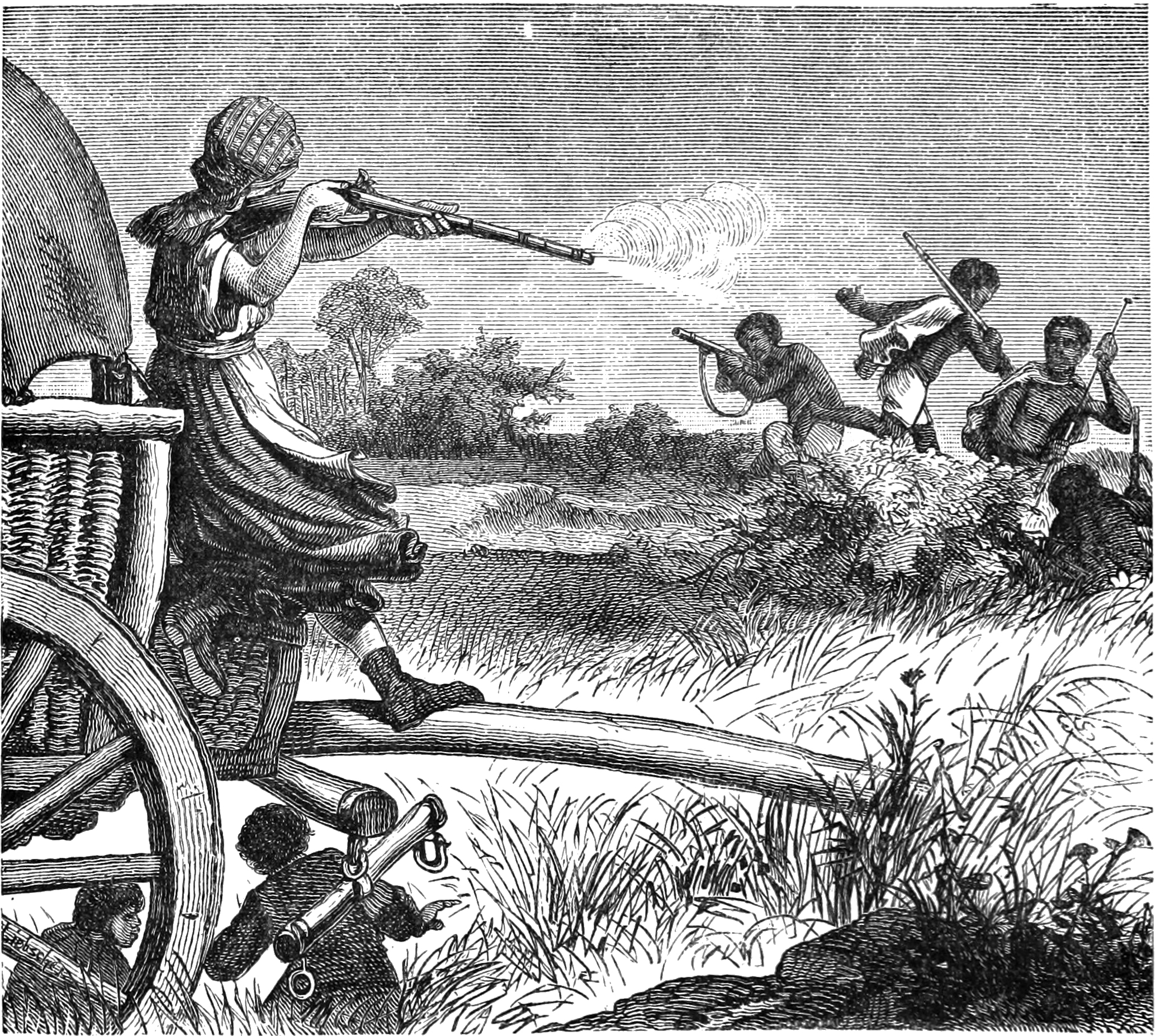
Illustration d'une Boer défendant son chariot face à un assaut.

L'acte de cession de la région de Tugela-Umzimvubu est signé par Dingane le 6 février 1838. Pour cette occasion, le roi Dingane a invité Retief et 70 de ses partisans à sa résidence à uMgungundlovu afin d'établir une relation de confiance entre les deux communautés, ayant vraisemblablement déjà planifié de tuer Retief et ses hommes. Retief et ses hommes ont accepté d'être désarmés pour participer au banquet au cours duquel sur l'ordre du Roi (Bulalani abathakathi! soit tuer les sorciers), ils sont massacrés jusqu'au dernier, y compris le fils de Retief sur la colline de Kwa Matiwane où leurs corps sont éventrés puis dévorés par des animaux sauvages selon la coutume zouloue.
Dingane donne alors l'ordre d'attaquer les campements boers de la région et de massacrer tous ceux qui s'y trouvaient.
Ainsi 7 000 impis sont envoyés pour attaquer les campements Voortrekkers dans les contreforts du Drakensberg à Blaauwkrans et Weenen où 41 hommes, 56 femmes et 185 enfants sont tués, anéantissant la moitié du contingent de Voortrekkers au Natal,. Entre 250 et 252 Khoikhois et Basothos qui accompagnaient les Voortrekkers sont également victimes des impis zoulous ce qui porte les pertes totales à plus de 530 morts.
Soutenus par des renforts, les Voortrekkers ripostent mais sont vaincus à la Bataille d'Italeni, au sud-ouest de uMgungundlovu, du fait notable d'une mauvaise coordination des forces boers très indisciplinées.

### Bataille de Blood River
En novembre 1838, Andries Pretorius, riche fermier originaire de Graaff-Reinet, arrive en renfort avec un commando de 60 hommes armés et de deux canons. Il devient alors le chef naturel des Voortrekkers du Natal. Dingagne mobilise une dizaine de milliers de ses guerriers zoulous (impis) afin d'attaquer le contingent local de Voortrekkers.
Le conflit culmine le 16 décembre 1838 lors de la bataille de Blood River où 6 000 à 12 000 guerriers zoulous sont décimés par un petit contingent de 468 voortrekkers, 3 Britanniques et de 60 alliés noirs, assiégés derrière leurs chariots réunis défensivement en cercle (laager). Les zoulous y perdent 3 000 guerriers alors que les voortrekkers ne déplorent que 3 blessés. La victoire de Pretorius sur l'armée zoulou provoque une guerre civile au sein de la nation zouloue. Le  demi-frère du roi Dingane, Mpande kaSenzangakhona, rallie les Voortrekkers avec 10 000 guerriers pour renverser le roi et s'imposer.
Cette date du 16 décembre deviendra une fête nationale boer reconnue comme le Jour du vœu en référence au serment fait à Dieu par les Voortrekkers.
À la suite de cette victoire sur l'armée de Dingane, les Voortrekkers récupèrent sur les restes du corps de Retief le traité signé par Dingane et bâtissent leur république appelée Natalia mais vite annexée 4 années plus tard par la Grande-Bretagne (1843). Après quoi la plupart des Boers du Natal reprennent leur exode vers le nord.

### Établissement au Transvaal et en Trans-Orange

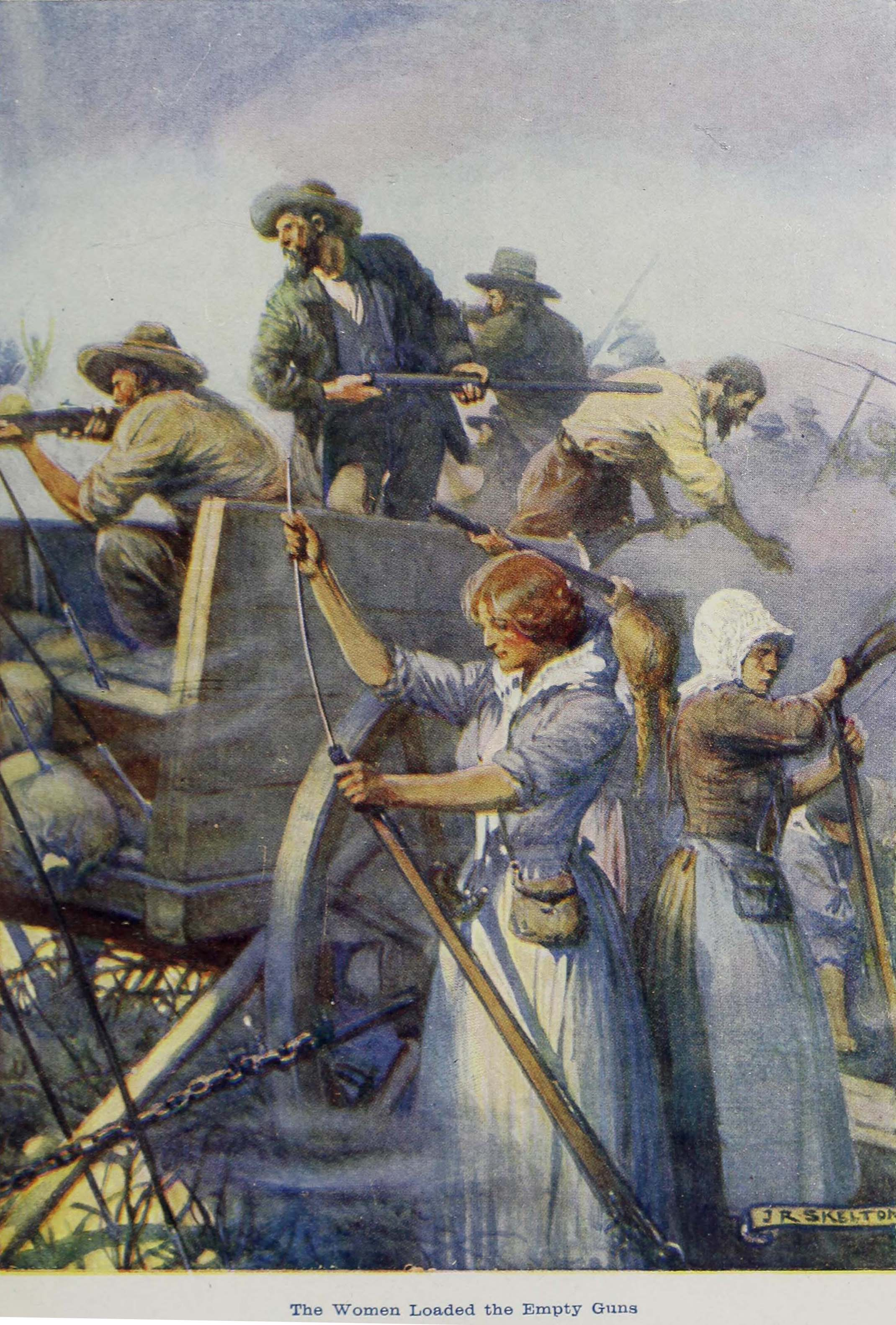
Gravure (1909) représentant les femmes boers rechargeant les fusils derrière les chariots en laager.

De son côté, le chef voortrekker Hendrik Potgieter avait fondé plusieurs petites communautés dans la région du fleuve Orange puis, au nord du Vaal, dans le communément appelé Transvaal, où il avait fondé la ville de Potchefstroom, érigée en république auto-proclamée dont il avait été élu président. Dans cette région, aucune frontière précise n'existait ou n'avait été délimitée. Dans le Transvaal de l'Est où le groupe d'Hendrik Potgieter s'établit en 1845, un accord fut conclu avec le chef Sekwati des Bapedi, roi des Maroteng. Soucieux de se prémunir des attaques swazis venus du sud, Sekawati céda aux voortrekkers tous ses droits sur des territoires qui parfois ne lui appartenaient pas ou dont les limites n'avaient guère été fixés avec précision. Inévitablement, les terres cédées pouvaient être revendiquées par  d'autres tribus. En juillet 1846, en l'échange de quelques têtes de bétail, les voortrekkers signent un accord avec le roi des Swazis sur la propriété des terres situées entre les rivières Olifants, Elands, Krocodil et Komati et le 26e degré de latitude sud, des terres qui avaient en fait déjà été l'objet du traité avec Sekwati. Or, la coutume locale n'autorisait le chef de tribu qu'à faire des concessions temporaires qui pouvaient être remises par son successeur ce qui n'était pas connu ou intégré dans l'ordre juridique pratiqué par les Voortrekkers. Pour les membres des tribus, cela signifiait aussi que les territoires cédés leur étaient désormais interdits ce qui pouvait signifier la perte de terrains de chasse voire constituer un isolement complet.
Les conflits armés se succédèrent néanmoins pour se terminer par des victoires des Voortrekkers, bénéficiant de la supériorité technologique de leurs fusils à chargement mais aussi de la qualité de leur commandement.
Par ailleurs, en 1848, Sir Harry Smith, le nouveau gouverneur du Cap et haut-commissaire britannique en Afrique du Sud, décide d'annexer toute la zone entre le Drakensberg au sud-est, le fleuve Orange (à l'ouest) et le fleuve Vaal (au nord), en tant que Souveraineté de la rivière Orange. Ce faisant, il annexe le Griqualand, le Basutoland, les territoires gérés par les Boers et coupe la route des voortrekkers vers la côte Est. Les Boers du Transorange résistent mais sont vaincus lors de la bataille de Boomplaats. L'annexion britannique entraîne alors un nouvel exode majeur des Boers au delà du fleuve Vaal, au Transvaal, hors de la juridiction britannique.

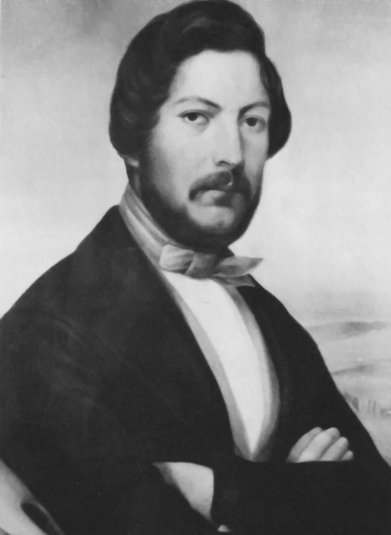
Andries Pretorius.

Cependant, les Britanniques restent dans l'incapacité de maintenir l'ordre dans le territoire de la souveraineté du fleuve Orange. En raison des couts humains et financiers de la huitième guerre cafre (1850-1853), les Britanniques décident de laisser la Trans-Orange aux Boers afin d'en faire un état tampon entre la colonie du Cap et les territoires tribaux.
Le 17 janvier 1852, les Britanniques reconnaissent par le traité de Sand River l'indépendance du Transvaal. L'accord est notamment signé, côté voortrekker, par Andries Pretorius. En septembre 1853, le Transvaal adopte le nom De Zuid-Afrikaansche Republiek (ZAR ou République sud-africaine).
Du fait de son éloignement des autorités anglaises, la nouvelle république allait connaitre sur son territoire une forte affluence de Boers originaires notamment de la colonie du Cap, alors même que la région contenait les plus fortes concentrations de populations indigènes d'Afrique du Sud.
Le 30 janvier 1854, une proclamation royale officialise cette fois le renoncement britannique à toute autorité sur la Souveraineté de la rivière Orange. Le 23 février 1854, la convention de Bloemfontein reconnaît l'indépendance de la région située entre les fleuves Orange, Vaal et le Drakensberg, qui devient l'État libre d'Orange. Le traité est signé par George Clerk, au nom du gouvernement britannique et par vingt cinq représentants Boers.
La reconnaissance des deux républiques boers met ainsi fin à l'épopée des voortrekkers, commencé 20 ans plus tôt.

## Symbolisme

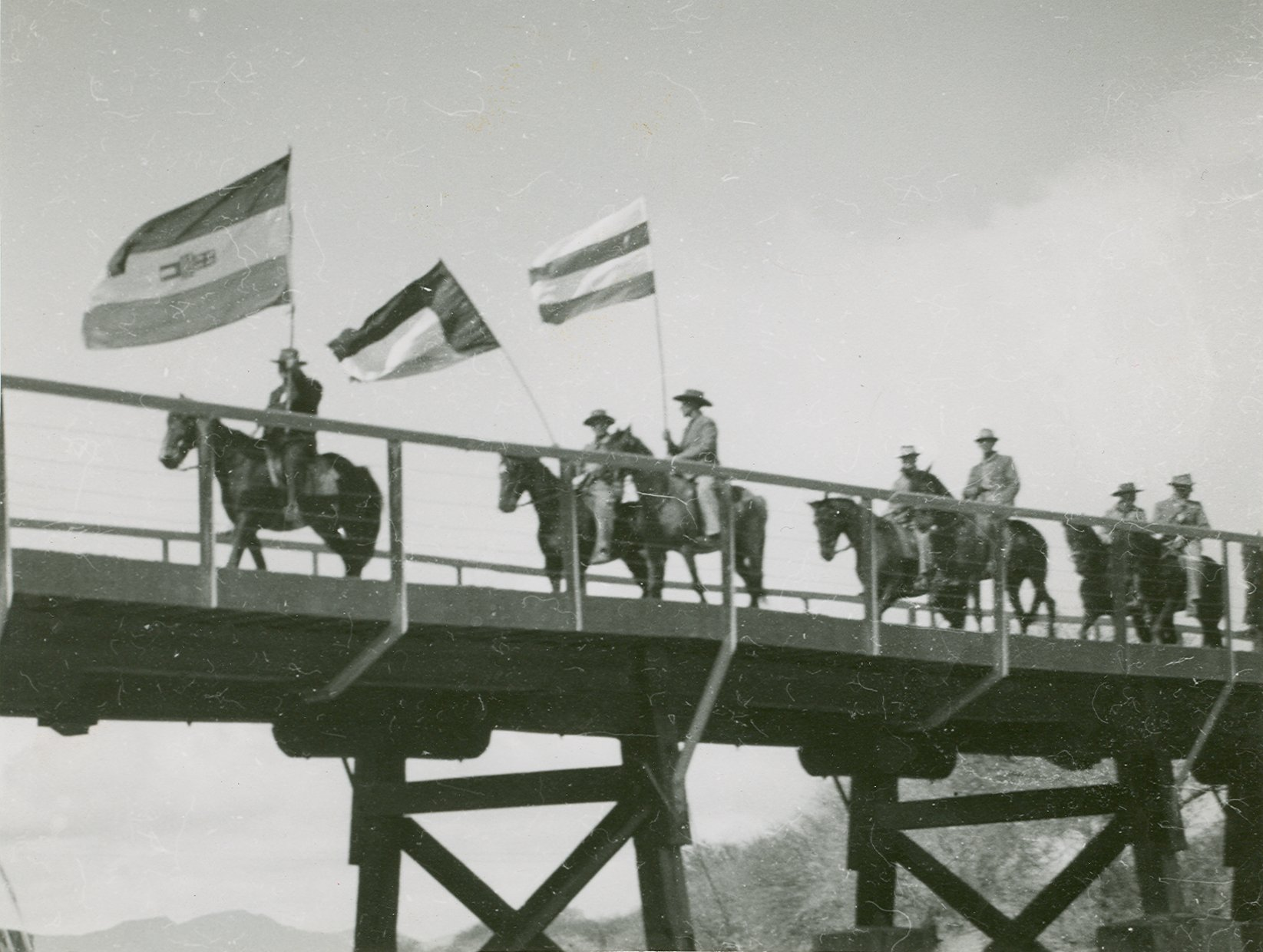
Célébrations du centenaire du Grand Trek des Voortrekkers en 1938.

Le Grand Trek des Voortrekkers est au cœur de la construction de la nations afrikaner. Cette épopée proprement communautaire a été particulièrement célébrée par les écrivains de langue afrikaans du début du XXe siècle et pris des dimensions épiques. La littérature sud-africaine de cette époque évoque notamment les grands espaces, les luttes interminables contre les lions ou les zoulous, la nature hostile pour en venir à une exaltation de la race afrikaner et de son mode de vie. Elle participe également à la constitution d'une mentalité, celle du laager (cercle protecteur), pour se protéger du monde extérieur qu'exprime notamment l'ouvrage Trekkerswee (le malheur des Trekkers) de Totius, relatant l'arrivée des uitlanders à Johannesburg et par là-même, l'insurrection d'un monde rural idéalisé contre des intrus.

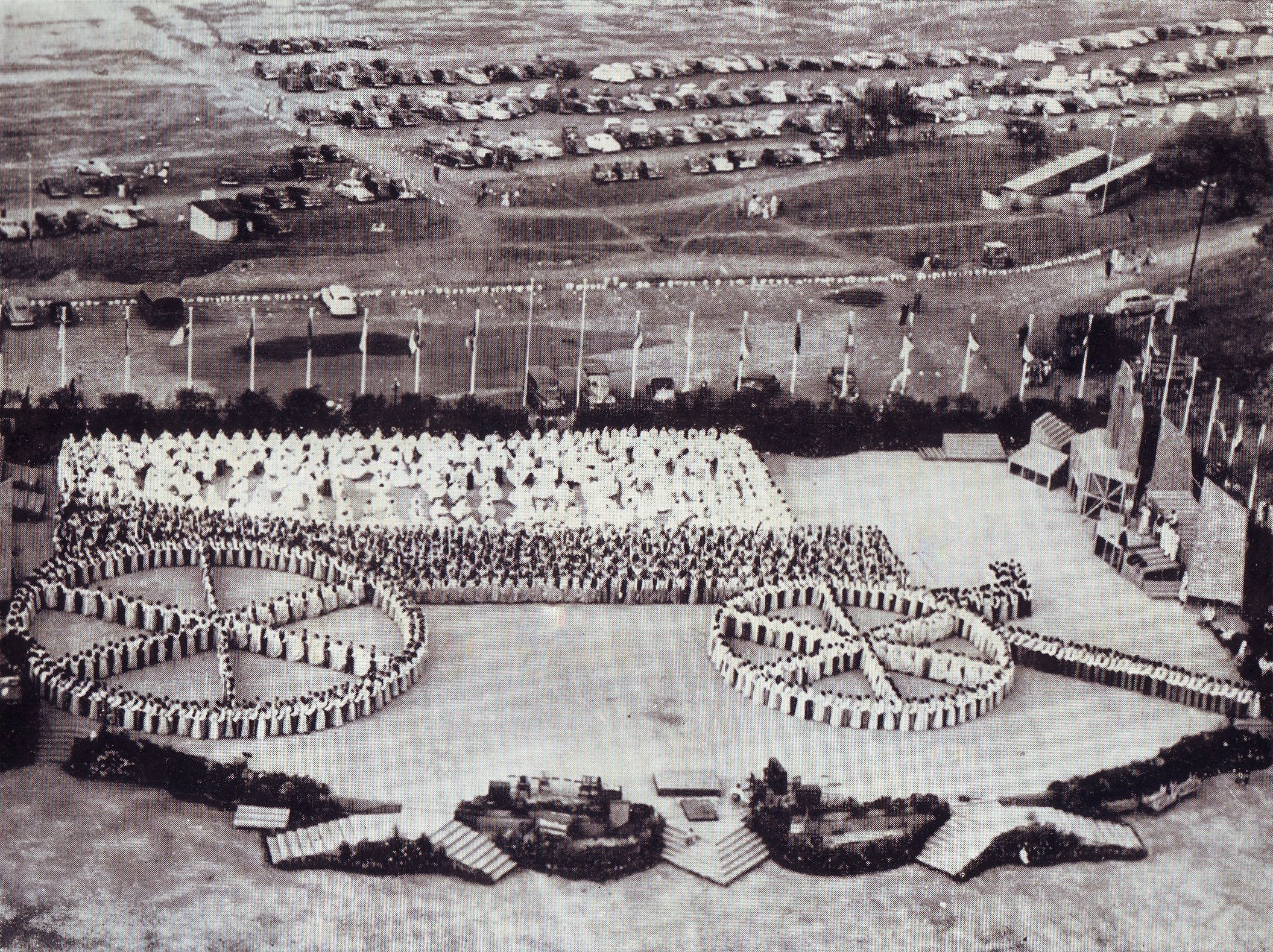
Festivités pour l'inauguration du Voortrekker Monument de Pretoria en 1949.

En 1906, l'historien Gustav Preller compare le grand Trek à un nouvel exode biblique avec Piet Retief comme une victime expiatoire et la victoire de Blood River comme un signe de la volonté divine assurant le peuple élu (les Afrikaners) de sa protection.
En 1938, les célébrations du centenaire de la bataille de Blood River et du Grand Trek unissent, mobilisent et consolident les afrikaners derrière l'histoire des Voortrekkers.
Dans les années 1960, F.A. Venter relate encore au travers d'une fresque familiale l'histoire du Grand Trek. L'écrivain américain James Michener fait de même dans son roman intitulé The Covenant (1980).
Le drapeau distinctif des Voortrekkers est celui utilisé par les partisans d'Hendrik Potgieter lors de l'établissement de la première république boer à Potchefstroom (Transvaal).

## Mémorial

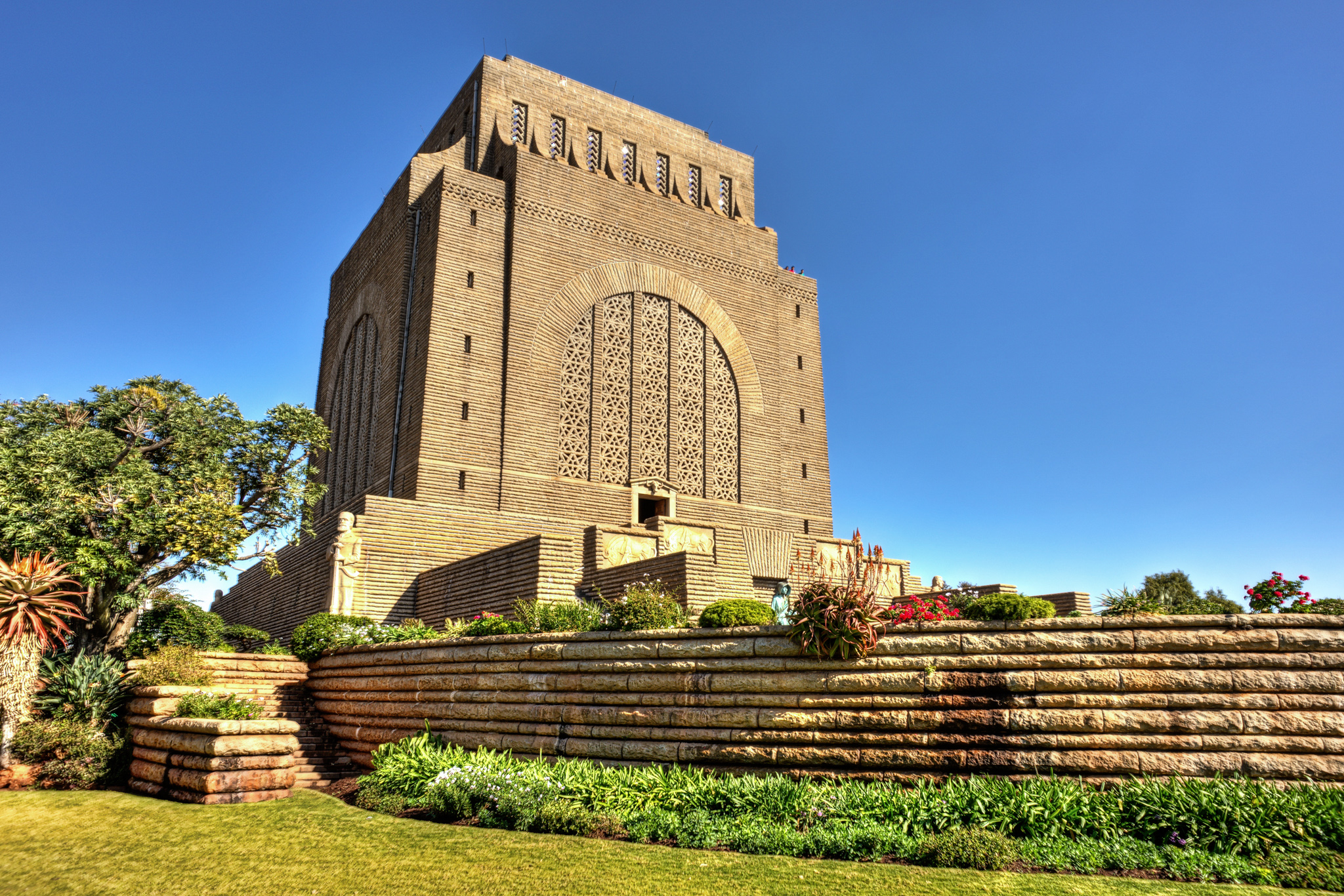
Le Voortrekker Monument de Pretoria.

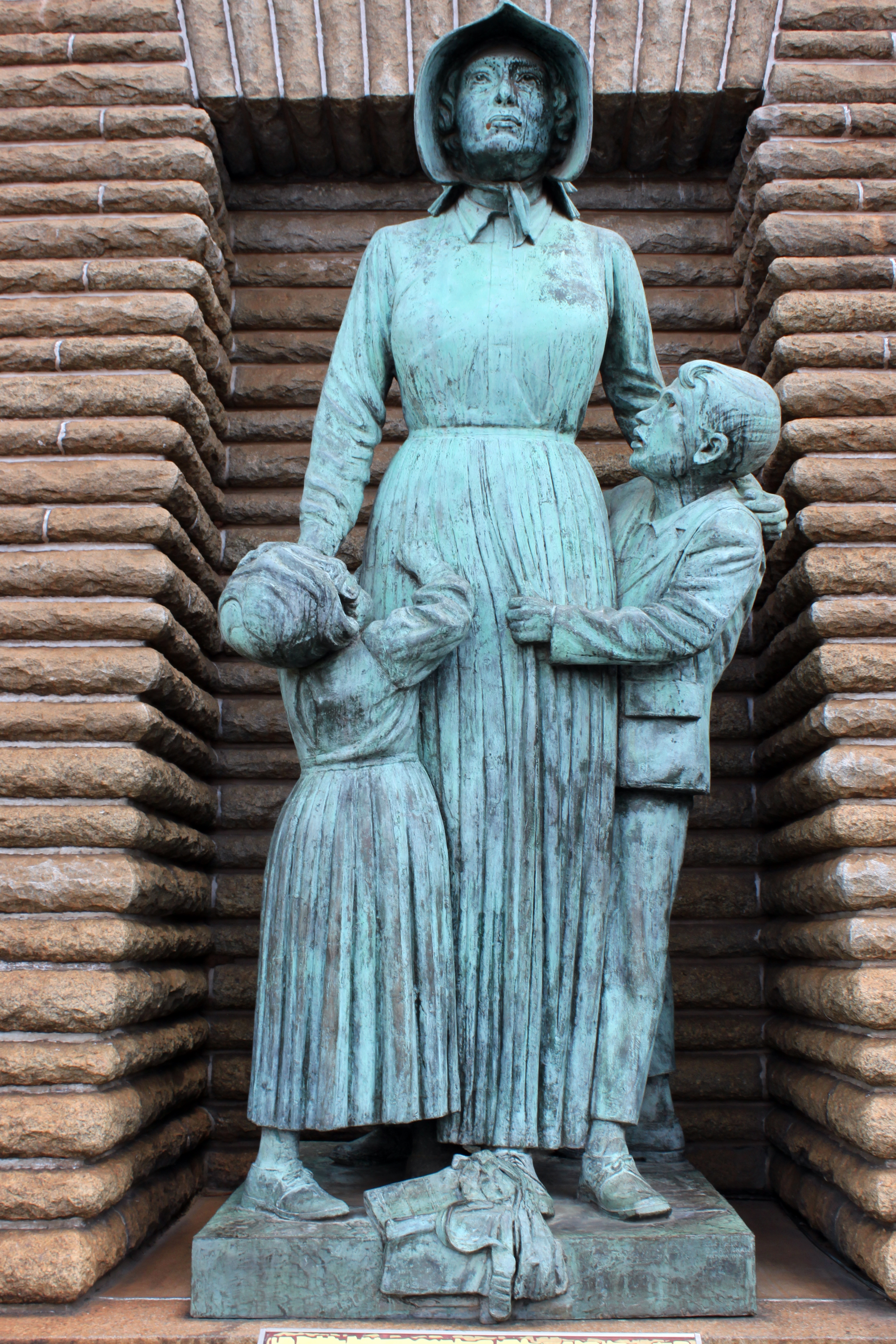
Statue représentant la femme voortrekker et ses enfants (Voortrekker Monument de Pretoria).

Un monument élevé en leurs mémoires, le Voortrekker Monument, se dresse depuis 1949 sur une colline à l'entrée de Pretoria, la capitale sud-africaine, baptisée en l'honneur d'Andries Pretorius.
D'autres monuments comme à Winburg, et souvent moins imposant, célèbrent les voortrekkers et plusieurs épisodes du Grand Trek dans plusieurs villes sud-africaines .